# محسن مقدم

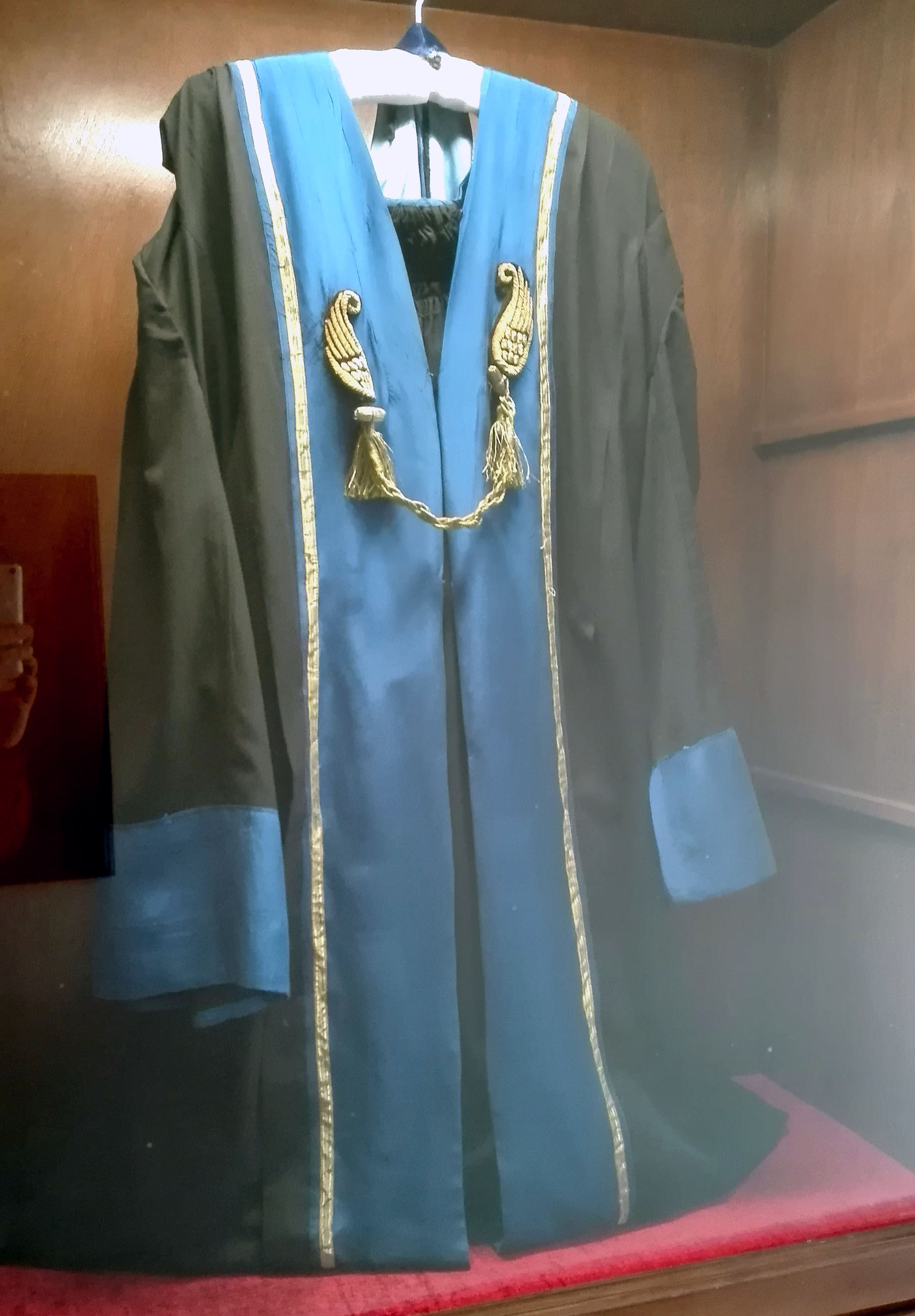
اتود نهایی لباس فارغ‌التحصیلی دانشگاه تهران که توسط محسن مقدم ایجاد شده است.

محسن مقدم (زادهٔ ۱۲۷۹ در تهران – درگذشتهٔ ۱۳۶۶ خورشیدی) از بنیان‌گذاران پردیس هنرهای زیبای دانشگاه تهران و استاد ممتاز این دانشگاه بود.
او نشان دانشگاه تهران را با الهام از تاریخ و فرهنگ کهن ایران طراحی کرده‌ که علی‌رغم همهٔ تحولات دهه‌های پس از آن، هنوز هم بر سردر دانشگاه باقی است. ایشان همچنین طراح لباس فارغ‌التحصیلی دانشجویان دانشگاه می‌باشند. بخشی از طرح‌های اولیه جهت شکل گرفتن آرم دانشگاه تهران به همراه اتود نهایی لباس فارغ‌التحصیلی دانشگاه در یکی از اتاق‌های ساختمان شمالی واقع در حیاط اندرونی خانه موزه مقدم قرار دارند.
مقدم اولین ایرانی است که به دریافت نشان لژیون دو نور با درجهٔ «اوفیسیه» از طرف شارل دو گل رئیس‌جمهور فرانسه مفتخر شده‌است.

## زندگی
محسن مقدم، فرزند محمدتقی‌خان احتساب‌الملک، در اواخر دوران قاجار در سال ۱۲۷۹ خورشیدی در تهران زاده شد. او در سال ۱۲۹۱ خورشیدی در سنین کودکی برای تحصیل به اروپا فرستاده شد. در میانهٔ جنگ جهانی اول به ایران بازگشت و در مدرسهٔ صنایع مستظرفه در محضر استادانی چون کمال‌الملک ادامهٔ تحصیل داد؛ و پس از چندسالی مجدداً به اروپا بازگشت. محسن مقدم مدتی در بخش باستان‌شناسی موزهٔ لوور در پاریس در کلاس‌های ژرژ کنتنو، باستان‌شناس معروف، آموزش دید و با درجهٔ عالی، تحصیل در آن‌جا را به پایان رساند. او علاوه بر باستان‌شناسی، در پاریس به آموزش نقاشی هم پرداخت. محسن مقدم در سال‌های پایانی حضور خود در اروپا به عنوان نمایندهٔ فرهنگی ایران در نشست‌ها و نمایشگاه‌های متعددی حضور یافت.
محسن مقدم در سال ۱۳۱۵ خورشیدی با سلما کویومجیان ازدواج نمود. سِلما نیز مدتی در رشتهٔ باستان‌شناسی و هنر تحصیل کرده بود. محسن و سلما در همان سال به ایران بازگشتند و به همراه همسر بلغاری ارمنی تبارش در خانهٔ پدری خود در تهران ساکن شدند. او در سال ۱۳۱۶ در مرکز باستان‌شناسی به عنوان بازرس فنی هیئت باستان‌شناسی فرانسوی شوش به سرپرستی رولان دومکنم فعالیت تخصصی خود را آغاز کردند. آن‌ها مدتی را نیز زیر نظر آندره گدار در موزهٔ ایران باستان مشغول بودند. محسن مقدم مأموریت‌های باستان‌شناسی و هنری متعددی را به انجام رسانید که یکی از آن‌ها سرپرستی هیأتی به منظور تهیهٔ نقشه باستان‌شناسی گیلان در سال ۱۳۴۰ بود که بعدها این مأموریت توسط دکتر عزت‌الله نگهبان یکی از شاگردان مقدم ادامه داده شد.
محسن مقدم در ۱۹ آبان ماه ۱۳۶۶ درگذشت و در آرامستان امامزاده عبدالله شهرری دفن شد.

## فعالیت‌ها
محسن مقدم علاوه بر فعالیت‌های میدانی، فعالیت‌های علمی گوناگونی را در دانشگاه تهران به عهده داشت و یکی از اولین استادان دانشگاهی رشته باستان‌شناسی در ایران به‌شمار می‌آید.
او یکی از بنیانگذاران اصلی دانشکدهٔ هنرهای زیبای دانشگاه تهران بود. افزون بر این، مقدم سرپرستی و نمایندگی ایران در نمایشگاه‌ها و کنگره‌های مختلفی را نیز بر عهده داشت و نشان‌های افتخارآمیز زیادی را نیز در شناسنامهٔ کاری خود دارد.

### خانه و موزهٔ مقدم

نشان دانشگاه تهران که به دست محسن مقدم طراحی شده‌است

یکی از ویژگی‌های بارز محسن مقدم علاقهٔ او از کودکی به جمع‌آوری کلکسیون‌های مختلفی چون تمبر، صدف، چپق و قلیان و آثار متنوع تاریخی بود. او و همسرش «سلما» که رئیس کتابخانه موزهٔ ملی ایران بود، در کنار فعالیت‌های علمی، آثار و اشیاء فراوانی را با هدف حفظ میراث فرهنگی و تاریخی ایران گردآوری کردند. محسن مقدم مجموعه‌داری متخصص و دوست‌دار فرهنگ گذشتهٔ ایران‌زمین بود که مجموعهٔ خود را برای ارزش مالی آن گردآوری نکرد. او بخش زیادی از آثار خود را از خارج از ایران خریداری می‌کرد و به ایران بازمی‌گرداند.
محسن مقدم در آبان ۱۳۵۱ یعنی پانزده سال پیش از درگذشتش، خانهٔ پدری خود را به همراه تمامی آثار موجود در آن به دانشجویان دانشکدهٔ هنرهای زیبا و گروه باستان‌شناسی دانشگاه تهران برای آموزش و پژوهش در فرهنگ گذشته و سپس عموم مردم وقف کرد. دانشگاه تهران هم این خانه را به همراه بقیهٔ میراث ارزشمندش، در سال ۱۳۸۸ به موزه تبدیل کرد.
خانهٔ مقدم در آغاز، عمارتی بزرگ و مجلل و محل سکونت خاندان محمدتقی خان احتساب‌الملک از صاحب‌منصبان مشهور دربار قاجاریان و رئیس ادارهٔ احتسابیهٔ تهران و وزیر مختار ایران در برن سوئیس، بوده که بعدها در اختیار پسرش، محسن مقدم، قرار می‌گیرد.

## پی‌نوشت
1. ↑  Systems, Targan Management. "موزه مقدم - استاد محسن مقدم". موزه مقدم دانشگاه تهران. Archived from the original on 12 August 2012. Retrieved 2020-09-06.
2. ↑  "گردش در موزه‌خانه مقدم؛ بازدید از محلات قدیمی تهران (6) -". مجله هفته مونترال | اخبار کانادا | اخبار مونترال. 2020-03-16. Retrieved 2020-09-06.
3. ↑  بی‌بی‌سی فارسی
4. ↑  «محسن مقدم»،  موزهٔ مقدم.
5. ↑  «محسن مقدم»،  موزهٔ مقدم.
6. ↑  «استاد دانشگاه تهران…»،  خبرآنلاین.
7. ↑  «محسن مقدم»،  موزهٔ مقدم.
8. ↑  «درگذشت موزه مقدم - تارنمای موزه مقدم». بایگانی‌شده از اصلی در ۶ نوامبر ۲۰۱۸. دریافت‌شده در ۶ نوامبر ۲۰۱۸.
9. ↑  «محسن مقدم»،  موزهٔ مقدم.
10. ↑  «محسن مقدم»،  موزهٔ مقدم.
11. ↑  توضیحات موزه مقدم، فروردین ۱۳۹۸، قابل مشاهده در https://commons.wikimedia.org/wiki/File:Moghadam_Museum_43.jpg
12. ↑  «استاد دانشگاه تهران…»،  خبرآنلاین.
13. ↑  «محسن مقدم»،  موزهٔ مقدم.
14. ↑  «محسن مقدم»،  موزهٔ مقدم.
15. ↑  «استاد دانشگاه تهران…»،  خبرآنلاین.
16. ↑  موزهٔ مقدم یادگاری از تهران قدیم - سایت بی‌بی‌سی فارسی
17. ↑  «استاد دانشگاه تهران…»،  خبرآنلاین.